# Claire Castel
Claire Castel (15 gennaio 1985) è un'attrice pornografica e spogliarellista francese.

## Biografia
Nata e cresciuta a Bordeaux, Claire Castel ha studiato per la professione di segretaria contabile. Già da studentessa, attratta dal mondo libertino, ha iniziato a frequentare dei club a tema nella sua città natale, lavorando anche da spogliarellista. 
Ha avviato la sua carriera nel mondo pornografico nel 2008 con lo pseudonimo di Fleur (Fiore), girando per Explicite Art di John B. Root e successivamente per Le Porntour. Abbandonato presto il primo pseudonimo, con il tempo è divenuta una delle attrici di punta della rinomata casa di produzione francese di Marc Dorcel.

## Riconoscimenti
Nominations
- 2012: Erotic Lounge Award: Candidatura per Best Actress
- 2013: AVN Award: Candidatura per Best Sex Scene in a Foreign-Shot Production - Pornochic 23: Claire Castel
- 2013: AVN Award: Candidatura per Female Foreign Performer of the Year
- 2013: XBIZ Award: Candidatura per Foreign Female Performer of the Year
- 2018: AVN Award: Best Sex Scene in a Foreign-Shot Production - Claire Desires of Submission con Kristof Cale, Math e Ricky Mancini[3]

## Filmografia parziale
- Mademoiselle de Paris (2010)
- Fuck VIP Stars (2011)
- Orgy: The XXX championship (2011)
- Initiation Of Claire Castel (2011)
- Pornochic 22 - Femmes Fatales (2012)
- Claire Castel: Comment je suis devenue libertine (2012)
- Pornochic 23 - Claire Castel (2012)
- Lola Initiée Par Claire Castel, 1re Sodomie (2013)
- Claire Castel, Pulsion Extrême (2013)
- Claire Castel, Femme de chambre (2013)
- 2 Salopes En Club (2013)
- Anissa Kate, la veuve (2013)
- Claire la scandaleuse (2014)
- Hôtesses de l'air (2014)
- Claire Castel Infinity (2015)
- Soubrette: Claire et Cara à votre service (2015)
- Luxure Initiations de jeunes libertines (2015)
- Claire La Sexologue (2016)
- Luxure: Épouses Obéissantes (2016)
- Inès Escorte de Luxe (2016)
- Claire La Soumise (2017)
- Luxure, Comblées par d'autres (2017)
- Lana la soumise (2018)
- Clea la soumise (2019)
- Roadtrip (2019)
- Claire 4 you (2019)
- Claire Castel Infinity vol.2 (2020)